# Faustino Míguez González
Manuel Míguez González (Celanova, 24 mars 1831 - Getafe, 8 mars 1925) est un prêtre catholique espagnol, religieux piariste et fondateur des Filles de la Divine Bergère, Institut Calasanz. Il est vénéré comme saint par l'Église catholique. Il est fêté le 8 mars. 

## Biographie
Brillant dans les études, il renonça à une prometteuse carrière pour entrer dans la vie religieuse. En  1850 il intègre l'ordre des Frères des écoles pies au couvent San Fernando de Madrid et prend le nom de Faustin de l'Incarnation. Professeur de sciences naturelles au collège San Fernando pendant 50 ans, il s'illustra comme un enseignant doué avec les jeunes. Spécialiste en chimie, il étudia particulièrement les propriétés médicinales des plantes : il écrivit plusieurs ouvrages scientifiques et fut à l'origine de 12 médicaments qui furent commercialisés en pharmacie. Don Miguez passe aussi beaucoup de temps au confessionnal, plusieurs heures par jour, et devient un directeur spirituel très recherché. En tant que prêtre Don Miguez cherche à soulager les âmes et à les amener à la sainteté, et par la médecine, il tente de soulager les maux physiques. 
Étant donné que les religieux piaristes ne se dédient qu'à l'éducation de la jeunesse masculine, il fonde en 1885 le Pieux Institut calasanzien pour l'éducation des jeunes filles. Il se soucie en effet de l'ignorance et de la marginalité dans laquelle vivent un grand nombre de femmes de l'époque, et veut pouvoir leur donner une bonne formation, humaine et chrétienne, dès leur plus jeune âge. Son institut organisera aussi de nombreuses retraites spirituelles destinées aux femmes, fait rare à l'époque.

## Béatification et canonisation
- 1982 : introduction de la cause en béatification et canonisation.
- 1992 : déclaré vénérable.
- 25 octobre 1998 : béatification célébrée à Rome par le pape Jean-Paul II[3].
- 15 octobre 2017 : canonisation célébrée à Rome par le pape François[3].

Il est commémoré le 8 mars selon le Martyrologe romain.